# 显教寺
显教寺位于甘肃省兰州市永登县连城镇，是一座藏传佛教格鲁派寺院。

## 历史
显教寺是明朝河西地区藏传佛教重要寺院。该寺隶属安多的鲁土司家族，与鲁土司衙门隔街相望。据当地人称，显教寺建于明朝永乐九年（1411年）。这源自《鲁氏家谱》纶音卷之一中载有“敕显教寺一道”，其中提到：

皇帝敕谕国师班丹藏卜（dpal ldan gtsang po）等及众禅师、喇嘛、有道高僧等：
今僧众中，多有道高德重之人。而圣凡混淆，一时未能周知。今差人赍礼币前往尔处，有道行高者，朕皆礼请。每人致礼币一表里。尔国师、禅师、喇嘛、有道高僧与之同来，宣扬妙法，成无量功德，则尔等功德亦种种无量。尔其体朕至怀。故谕。

永乐九年八月二十四日
该敕谕一直存于显教寺。班丹藏卜是青海瞿昙寺僧人，即创建瞿昙寺的三丹罗追之侄。《明实录》载，永乐八年十月甲午，命其为“净觉弘济国师”，并赐诰印。但是值得注意的是，该敕谕并未提及显教寺，故将该敕谕作为显教寺建寺时间的依据不足。
至少在明朝成化十八年（1482年），显教寺已经建立并获赐名。《明实录·宪宗实录》卷224：“成化十八年二月辛酉，陕西庄浪卫大通寺番僧札失丹班建寺于本寺东南隅……来朝贡，乞赐名。诏赐东南隅寺曰显教。”札失丹班，或作“札失班丹”，藏文还原为bkra shis dpal ldan。番僧札失丹班所属的大通寺，即今妙因寺，为鲁土司衙门的另一属寺，位于鲁土司衙门内。显教寺与妙因寺一直保持密切联系。
《明实录·孝宗实录》中，还记载了该寺番僧远丹坚剉于弘治年间到北京朝贡、请袭国师等活动。《明实录·孝宗实录》卷160：“弘治十三年三月丁卯……显教寺番僧远丹坚剉等，三竹、瞿昙等寺番僧班剌相竹等……各来贡，赐彩段钞锭等物有差。”“远丹坚剉”藏文还原为yon an rgyalmtsho。《明实录·孝宗实录》卷178：“弘治十四年八月戊辰，陕西显教寺番僧远丹坚剉、殊胜寺番僧舍剌先吉各请袭其师国师、禅师之职。从之。”显教寺僧人位列国师，并在文中置于皇家寺院瞿昙寺之前，可见15至16世纪显教寺在河湟地区藏传佛教寺院中地位之显。
显教寺属于鲁土司家族，该家族在明朝主要驻守陕西行都司治下的庄浪卫，该地东与鞑靼控制区接壤，扼守通往西域及青海、西藏的交通要道。“鲁家军”在明朝多次参与明朝朝廷的军事行动。鲁氏家族受到明廷倚重。乾隆《鲁氏家谱》卷2之《内传》载，鲁土司家族的祖地位于西大通一带，明朝洪武十一年，朝廷“令官治弟（第）连城，建楼七楹”，于是修建了气势恢宏的鲁土司衙门。此后，鲁氏家族以大通河畔的连城为统治中心，直至中华民国时期改土归流为止。明朝时，连城又称“西大通堡”，元、明之交，为连接中国内地与青藏及西域的要地。
2006年，永登县明朝的“显教寺和雷坛”归入第四批全国重点文物保护单位鲁土司衙门旧址。

## 建筑
显教寺原来沿中轴线自南向北依次有山门、金刚殿、大雄宝殿，此外还有东、西厢房十余间。
显教寺的原有建筑现仅存大雄宝殿一座，具有典型的明代建筑风格。大雄宝殿面阔五间，进深五间，建筑面积158平方米，歇山顶，双昂斗拱。据学者宿白考证，该殿建筑特点和建于明朝宣德二年（1429年）的妙因寺万岁殿类似，均为“铺作用外插昂、华头子无雕饰、阑额宽厚、普柏方出头雕饰海棠曲线、老角梁下垂悬宝瓶以及心间用补问铺作二朵”，受到当时官式建筑影响；另外，该殿三间见方的佛堂、周围环绕转经道的布局，为15世纪之前藏传佛教佛殿的特征。永登县博物馆现存99幅明、清唐卡，即从显教寺大雄宝殿的天顶出土。